# Mokri Lug (Bośnia i Hercegowina)
Mokri Lug (cyr. Мокри Луг) – wieś w Bośni i Hercegowinie, w Republice Serbskiej, w gminie Kneževo. W 2013 roku liczyła 178 mieszkańców.